# Institut 2080
Institut 2080 byl think tank založený veřejně známými osobnostmi, které působí v akademické, soukromé i veřejné sféře.
Tito lidé chtěli využít své zkušenosti a znalosti k hledání dvaceti procent nejdůležitějších opatření, která by vedla k pozitivním změnám společnosti. Filosofií institutu bylo inspirovat politiky, podniky, vysoké školy i jednotlivce, aby s pětinou námahy dospěli ke čtyřem pětinám výsledků.

## Vznik
Impulsem ke vzniku Institutu 2080 byla v první řadě krize vládnutí, projevující se jako neschopnost vypořádat se s výzvami, které jsou před společnost kladeny. Politické elity na ni reagují snahou uvěznit společnost do dalších norem a pravidel, která nejenže škodí, ale ohrožují její demokratický charakter. Jejich produktem bývá další byrokracie a přemíra regulace, složitost a nestálost legislativy, absence právní jistoty a často nekompetentnost státní správy. Současně byl vznik Institutu 2080 ovlivněn neschopností elit nacházet skutečné příčiny krizí posledních let.

## Cíl
Cílem byla analýza nejpalčivějších společenských problémů a hledání originálních, ale přitom jednoduchých a funkčních řešení. V rámci výzkumné činnosti proto bylo snahou Institutu 2080:
- sledovat stav společnosti a politické trendy
- analyzovat významné příležitosti i hrozby
- definovat priority a nacházet v nich klíčové proměnné
- vyhledávat a posuzovat použitelnost best practices
- provádět benchmarking existujících přístupů
- adaptovat úspěšná řešení a praktické zkušenosti na české prostředí

## Think2080
Základní metodou Institutu 2080 byl princip, který formuloval vlivný italský ekonom Vilfredo Pareto. Ten zjistil, že příčina a důsledek bývají zřídka ve vyrovnaném vztahu, neboť některé proměnné mají pro výsledek procesu větší význam než jiné. Většinu skutečně podstatných událostí způsobí malý počet vlivných proměnných. Princip 20/80 neplatí vždy s dokonalou přesností, ale často zhruba pětina příčin způsobí zhruba čtyři pětiny důsledků. 

## Lidé

### Správní rada
- Ing. Dana Bérová, předsedkyně správní rady
- RNDr. Václav Cílek, CSc., člen správní rady
- Ing. Petr Šmída, člen správní rady

### Dozorčí rada
- Prof. JUDr. Miroslav Bělina, CSc., člen dozorčí rady
- RNDr. Marian Kechlibar
- PhDr. Ondřej Neff
- Magdalena Souček, CPA, členka dozorčí rady

### Ředitelka institutu
- JUDr. Dagmar Morozová

## Názory osobností
Mezi osobnosti Institutu patřil politolog Petr Robejšek a geolog Václav Cílek. Setkali se např. v debatě s názvem "Bez politické korektnosti" pořádané na Fakultě architektury ČVUT. Petr Robejšek zde kritizoval prohlubování evropské integrace a přijetí Portugalska a Řecka do eurozóny, protože tam z ekonomického hlediska nemají co dělat. Řekl, že akceschopné jsou pouze národní státy a smysl má pouze společný trh. Co se týče migrace, tak dle jeho názoru západní státy nepochopily podstatu problému a přecenily své možnosti exportovat demokracii do zemí civilizačně odlišných. Václav Cílek dodal, že arabské jaro způsobily také vysoké ceny potravin. Oba také kritizovali politickou korektnost jako něco, co brání lidem ve veřejné názorové pluralitě a tím pádem štěpí společnost.